# Leonid Sergejewitsch Solotow
Leonid Sergejewitsch Solotow (russisch Леонид Сергеевич Золотов; * 1. November 1941 in Schytomyr; † 22. Februar 2019 in Moskau) war ein sowjetischer und russischer Offizier, zuletzt im Range eines Generalobersten.

## Leben
Solotow schloss 1963 eine wehrtechnische Akademie in Kiew, 1974 die Malinowski-Militärakademie der Panzertruppen und 1987 die Militärakademie des Generalstabs der Streitkräfte der UdSSR „K.J. Woroschilow“ ab.
Von 1982 bis 1985 kommandierte er die 2. Garde-Mot-Schützendivision, zwischen August 1988 und Mai 1990 war er Kommandeur der 8. Panzerarmee. Im August 1997 übernahm er die Leitung der Frunse-Akademie und verblieb auch auf dem Posten, als diese im August 1999 in die Allgemeine Militärakademie der Russischen Streitkräfte überführt wurde.  
Im Oktober 2002 wurde er plangemäß in den Ruhestand versetzt.  
Er führte den Titel eines Professors und ruht seit seinem Tod am Friedhof Trojekurowo.

## Auszeichnungen (Auswahl)
- Orden für Militärische Verdienste (Russland)
- Orden „Für persönlichen Mut“
- Orden „Für den Dienst am Vaterland in den Streitkräften der UdSSR“ II. und III. Klasse
- Medaille „Veteran der Streitkräfte der UdSSR“
- Medaille „Für die Festigung der Waffenbrüderschaft“
- Jubiläumsmedaille „Zum Gedenken an den 100. Geburtstag von Wladimir Iljitsch Lenin“
- Medaille „20. Jahrestag des Sieges im Großen Vaterländischen Krieg 1941–1945“
- Medaille „70 Jahre Streitkräfte der UdSSR“, Medaille „60 Jahre Streitkräfte der UdSSR“, Medaille „50 Jahre Streitkräfte der UdSSR“
- Medaille „Für einwandfreien Dienst“, I., II. und III. Klasse